# Социальная партия Имберакури
Социальная партия Имберакури — оппозиционная политическая партия в Руанде. «Имберакури» в названии партии переводится как «сторонник истины». Партия выступает против правительства Поля Кагаме.

## История
Партия была образована Бернардом Нтаганда 14 декабря 2008 года, после того как он покинул Социал-демократическую партию. В марте 2010 года некоторые члены Социальной партии Имберакури решили отстранить от управления партией Бернарда Нтаганду, назначив её руководителем Кристин Мукабунани. Из-за того, что правительство сочло демонстрации организуемые этой партии незаконными, лидеры партии, включая Нтаганду, были арестованы 24 июня 2010 года и освобождены 9 июля 2010 года, хотя Нтаганде было отказано в освобождении, и в 2011 году он был приговорен к четырём годам тюремного заключения. Он был освобожден в 2014 году. Из-за этого в 2011 году было назначено новое руководство партии, однако это было признано не всеми, что привело к созданию фракции.
Партия оспаривала результаты парламентских выборов 2013 года, на которых не смогла получить мест в парламенте. Однако на выборах 2018 года она получила два места.